# 103-й отдельный зенитный артиллерийский дивизион
103-й отдельный зенитный артиллерийский дивизион - воинское подразделение вооружённых сил СССР в Великой Отечественной войне. Во время ВОВ в боях участвовало два формирования подразделения с одним и тем же номером, при этом ещё один 103-й дивизион находился в составе 1-й армии Дальневосточного фронта, в боевых действиях участия не принимал, 28 октября 1943 года обращён на формирование 1919-го зенитного артиллерийского полка ПВО

## 103-й отдельный зенитный артиллерийский дивизион 16-й стрелковой дивизии, Северного, Ленинградского фронтов
В составе действующей армии с 22 июня 1941 года по 20 июня 1942 года.
На 22 июня 1941 года дислоцировался в Таллине, по-видимому, организационно входя в состав 16-й стрелковой дивизии, тем не менее находился в непосредственном подчинении штаба 27-й армии.
Что-то определённое о судьбе дивизиона в первые месяцы войны сказать сложно: с равных успехом он мог быть эвакуирован из Таллина морем, или же попасть в окружение вместе с частями 11-го стрелкового корпуса и выйти в район Нарвы.
С осени 1941 года до момента переименования точно находится на Ораниенбаумском плацдарме, обеспечивая его противовоздушную оборону, в декабре 1941 года вошёл в состав 48-й стрелковой дивизии, в марте 1942 года из неё изъят.
20 июня 1942 года переименован в 92-й отдельный зенитный артиллерийский дивизион
Командир дивизиона, майор Андреев Сергей Алексеевич

### Подчинение
| Дата       | Фронт                 | Армия                         | Корпус | Дивизия                 | Примечания |
| ---------- | --------------------- | ----------------------------- | ------ | ----------------------- | ---------- |
| 22.06.1941 | Северо-Западный фронт | 27-я армия                    | -      | -                       | -          |
| 01.07.1941 | Северо-Западный фронт | -                             | -      | -                       | -          |
| 10.07.1941 | Северо-Западный фронт | -                             | -      | -                       | -          |
| 01.08.1941 | Северный фронт        | 8-я армия                     | -      | -                       | -          |
| 01.09.1941 | Ленинградский фронт   | 8-я армия                     | -      | -                       | -          |
| 01.10.1941 | Ленинградский фронт   | 8-я армия                     | -      | -                       | -          |
| 01.11.1941 | Ленинградский фронт   | 8-я армия                     | -      | -                       | -          |
| 01.12.1941 | Ленинградский фронт   | Приморская оперативная группа | -      | -                       | -          |
| 01.01.1942 | Ленинградский фронт   | Приморская оперативная группа | -      | 48-я стрелковая дивизия | -          |
| 01.02.1942 | Ленинградский фронт   | Приморская оперативная группа | -      | 48-я стрелковая дивизия | -          |
| 01.03.1942 | Ленинградский фронт   | Приморская оперативная группа | -      | 48-я стрелковая дивизия | -          |
| 01.04.1942 | Ленинградский фронт   | -                             | -      | -                       | -          |
| 01.05.1942 | Ленинградский фронт   | Приморская оперативная группа | -      | -                       | -          |
| 01.06.1942 | Ленинградский фронт   | -                             | -      | -                       | -          |

## 103-й отдельный зенитный артиллерийский дивизион 104-й гвардейской стрелковой дивизии
Сформирован, очевидно, в районе Слуцка осенью 1944 года.
В составе действующей армии с 21 февраля 1945 года по 11 мая 1945 года.
Входил в состав 104-й гвардейской стрелковой дивизии, с февраля 1945 года повторил её боевой путь: (Будапешт - Вена)